# Meromyza triangulina
Meromyza triangulina är en tvåvingeart som beskrevs av Lidia Ivanovna Fedoseeva 1960. Meromyza triangulina ingår i släktet Meromyza och familjen fritflugor. Arten är reproducerande i Sverige. Inga underarter finns listade i Catalogue of Life.